# La Saveur des coings
Pour les articles homonymes, voir The Father.
Pour plus de détails, voir Fiche technique et Distribution.
La Saveur des coings (Бащата, Bachtata) est un film bulgare réalisé par Kristina Grozeva et Petar Valtchanov, sorti en 2019.

## Fiche technique
- Titre : La Saveur des coings
- Titre original : Бащата (Bachtata)
- Titre anglais : The Father
- Réalisation et scénario : Kristina Grozeva et Petar Valtchanov
- Photographie : Krum Rodriguez
- Montage : Petar Valtchanov
- Musique : Hristo Namliev
- Pays d'origine : Bulgarie
- Format : Couleurs - 35 mm
- Genre : comédie dramatique
- Durée : 87 minutes
- Dates de sortie :
  -  République tchèque : 2 juillet 2019 (Festival international du film de Karlovy Vary 2019)
  -  France : 7 juillet 2021

## Distribution
- Ivan Barnev (bg) : Pavel
- Ivan Savov : Vasil
- Tania Chahova (bg) : Lioubka
- Hristofor Nedkov : le docteur
- Margita Gocheva : Kalina
- Ivanka Bratoeva : Valentina
- Maria Bakalova : Valentina jeune

## Sortie

### Accueil critique
En France, le site Allociné recense une moyenne des critiques presse de 2,9/5.

## Distinctions

### Récompenses
- Festival international du film de Karlovy Vary 2019 : Globe de cristal[2]
- Arras Film Festival 2019 : Atlas d'or du meilleur film, prix de la critique et prix du jury jeunes[3],[4]

### Sélection
- Festival international du Film de Minsk Listapad 2019 : sélection en compétition